# Protocollo connectionless
In telecomunicazioni e informatica, nell'ambito delle reti informatiche, un protocollo di rete connection-less, ossia senza connessione, si distingue per il fatto che lo scambio di dati a pacchetto tra mittente e destinatario (o destinatari) non richiede l'operazione preliminare di creazione di un circuito, fisico o virtuale, su cui instradare l'intero flusso dati in modo predeterminato e ordinato nel tempo (sequenziale).

## Descrizione
I protocolli connection-less (di cui due esempi tipici sono Ethernet e UDP) suddividono il flusso di dati in entità (frame, segmenti) che vengono instradate singolarmente in modo indipendente l'una dall'altra, senza interazioni di ritorno tra sorgente e destinatari/o (per esempio per verificare se il destinatario è raggiungibile) e senza controllo sulla corretta sequenza temporale di inoltro.
A differenza dei protocolli connection-oriented (ossia i protocolli che richiedono di creare un circuito predeterminato tra sorgente e destinatari prima di iniziare lo scambio di dati vero e proprio, come ad esempio il TCP), i protocolli connection-less non garantiscono quindi né l'effettiva consegna del singolo pacchetto né che i pacchetti vengano consegnati nella loro sequenza temporale corretta.
I protocolli connection-less sono utilizzati nei casi in cui si richiede di minimizzare i ritardi o latenze di trasmissione dei pacchetti ed è tollerata o tollerabile la perdita di qualche pacchetto, come ad esempio per la trasmissione di informazioni audio-video real-time (streaming).